# Redes Cristianas
Redes Cristianas es una plataforma que reúne a diversos colectivos católicos progresistas, de carácter abierto y plural. Dentro de Redes Cristianas se encuentran grupos que tradicionalmente han trabajado por un cambio de la Iglesia católica, especialmente en aspectos como igualdad de hombres y mujeres, democracia interna en la Iglesia, protagonismo del laicado, opción por los pobres, diálogo interreligioso, postura frente a la homosexualidad, etc.
Tras un largo proceso, surge oficialmente tras la Asamblea 2005, celebrada en Madrid por diversos colectivos cristianos. La primera asamblea de Redes Cristianas se celebró en Madrid, en noviembre de 2007 y la segunda tuvo lugar en Bilbao, en noviembre de 2009.
Algunos de los colectivos integrados en Redes Cristianas son:
- Comunidades Cristianas Populares
- Corriente Somos Iglesia
- Federación de Mujeres y Teología
- Justicia y Paz

Redes Cristianas fue una de las organizaciones convocantes de la manifestación contra la financiación pública de la Iglesia y a favor de la laicidad del Estado, que se llevó a cabo el día 17 de agosto de 2011 en Madrid coincidiendo con la celebración de la Jornada Mundial de la Juventud 2011.
En el año 2022, con ocasión de la convocatoria en Roma del Sínodo sobre la Sinodalidad, la plataforma publicó su propuesta para el mismo, mostrando abiertamente posicionamientos a favor del divorcio, el aborto, la eutanasia, el "matrimonio" en entre personas del mismo sexo, así como la abolición del Santo Sacrifico de la Misa, sustituyéndolo por una especie de culto protestante. Todo ello ha hecho cuestionar la catolicidad de esta organización, ya que parecen acercarse a posiciones más propias del protestantismo que de la fe católica.